# UCS/Colombo Caxias do Sul
 (signalé en mai 2025).
Si vous disposez d'ouvrages ou d'articles de référence ou si vous connaissez des sites web de qualité traitant du thème abordé ici, merci de compléter l'article en donnant les références utiles à sa vérifiabilité et en les liant à la section « Notes et références ».
- Archive Wikiwix
- Bing
- Cairn
- DuckDuckGo
- E. Universalis
- Gallica
- Google
- G. Books
- G. News
- G. Scholar
- Persée
- Qwant
- (zh) Baidu
- (ru) Yandex
- (wd) trouver des œuvres sur Wikidata

L' UCS Colombo Caxias do Sul est un club de volley-ball brésilien basé à Caxias do Sul, et qui évolue au plus haut niveau national (Superliga).

## Palmarès
Néant.

## Effectif de la saison en cours
Entraîneur : José Paulo Peron  Brésil
| Numéro | Nom                             | Taille | Nationalité | Poste |
| 1      | Rudinei BOFF                    | 1,97   | Brésil      | R/A   |
| 2      | Lucas CEMIN ZANOTTI             | 1,90   | Brésil      | P     |
| 3      | Fabio DURIGATI                  | 1,95   | Brésil      | R/A   |
| 4      | Rodrigo CEOLA                   | 1,95   | Brésil      | A     |
| 5      | José Francisco MAGALHÃES JUNIOR | 1,95   | Brésil      | A     |
| 6      | Gustavo GUAZZELLI BONATTO       | 2,12   | Brésil      | C     |
| 7      | Felipe GIL KRELING              | 1,85   | Brésil      | P     |
| 8      | Clinty RIW DA ROSA              | 1,96   | Brésil      | R/A   |
| 9      | Adriano LAMB                    | 1,93   | Brésil      | P     |
| 10     | Dante Elias TREVISAN            | 2,02   | Brésil      | R/A   |
| 11     | Alexandre Antonio BERGAMO       | 2,00   | Brésil      | A     |
| 12     | Aureliano Carlos DA SILVA       | 2,01   | Brésil      | C     |
| 13     | Gilson LUIZ DE FRANCA           | 2,05   | Brésil      | C     |
| 14     | Pedro BLASZCZYK DORNELAS        | 1,95   | Brésil      | R/A   |
| 15     | Fernando César BATISTA          | 1,98   | Brésil      | C     |
| 16     | André Luis DE FRANCA            | 2,02   | Brésil      | R/A   |
| 17     | Fernando MENDES RABELO          | 1,85   | Brésil      | L     |
| 18     | Carlos Eduardo VIANA            | 1,80   | Brésil      | L     |